# Varedo
Varedo (lombardul: Vared vagy Vareet) település Olaszországban, Lombardia régióban, Monza e Brianza megyében. Lakosainak száma 13 769 fő (2023. január 1.). Varedo Limbiate, Paderno Dugnano, Desio, Nova Milanese és Bovisio-Masciago községekkel határos.

## Népesség
A település lakossága az elmúlt években az alábbi módon változott:
| Lakosok száma | 13 072 | 13 335 | 13 446 | 13 769 |
|               | 2013   | 2017   | 2018   | 2023   |